# Pholetesor variabilis
Pholetesor variabilis är en stekelart som beskrevs av Whitfield 2006. Pholetesor variabilis ingår i släktet Pholetesor och familjen bracksteklar. Inga underarter finns listade i Catalogue of Life.